# Хегелова диалектика
Хегеловата диалектика се състои от теза, антитеза и синтез. Във философската концепция на Хегел, диалектиката е начинът за разгръщане на абсолюта. Според Хегел, всяко твърдение има противостоящо на него (теза и антитеза). Те се сблъскват и така се появява нещо ново на по-високо ниво (синтез). Според него „конфликтът е симптом на развитието“. Точно в синтеза се състои този абсолют.
Макрофилософската схема, в която Хегел включва своята правно-политическа доктрина, се състои от:
1. Чисто мислене – предмет на чистата логика
2. Природата – изучава се във философията на природата
3. Човекът и човешкото общество- намира отражение във феноменологията на духа, философията на историята и философията на правото

През всички тези етапи на макрофилосфската схема става дума за развитие от една степен в друга по-висока на едно и също нещо, което той означава с различни термини — идея понятие, абсолют, божествен разум. 
Развитие на духа:
- Субективен дух – антропология (теза), феноменология (антитеза), психология (синтез).

1. В себе си или непосредствен; така той е душа или природен дух — предмет на антропологията.
2. За себе си или опосредстван още като тъждествена рефлексия в себе си и в нещо друго; духът в отношението или обособяването; съзнание- предметът на феноменология на духа.
3. Духът, който се определя в себе си като субект за себе си – психологията.[2]

- Обективен дух – право (теза), морал (антитеза), нравственост (синтез). Трите основни степени на обективния дух се разделят на три „подстепени“. Правото включва собственост, договор и неправо; моралът — умисъл и вина, намерение и благо, добро и съвест; нравствеността — последната и най-висша степен на обективния дух се разделя на семейство, гражданско общество и държава. Нравствеността е завършекът на обективния дух, тук се стига до истината на субективния и обективния дух. Нравствеността е като непосредствен или природен дух — семейството; относителната цялост на отношенията на индивидите като самостоятелни лица един към друг в една формална общност - гражданското общество.

Държавата е самосъзнателна нравствена материя- съединение на принципа на семейството (теза) и гражданското общество (антитеза). Според Хегел, единствено абсолютната държава е истинската, защото само абсолютът дава съществуването, битието. Хегел смята, че не всичко, което съществува е действително, а следователно и разумно. За да бъде действителна една държава, тя трябва да е разумна, т.е. да бъде изградена в съответствие с принципите на разума. Според Хегел, държавата не е създадена чрез договорна теория както при Имануел Кант, например, тя не се появява, а се развива, има история, традиции и обичаи, тя е проявление на националния дух. Той смята, че „Настоящето е връхната точка на миналото“. Основният двигател на държавата е нацията. Държавата се приема за индивид, чиито цели са по-важни от индивидуалните цели на човека.
Държавата има свое вътрешно изграждане – вътрешно държавно право или конституция (теза). Тя е особен индивид и е в отношение с други особени индивиди - външно държавно право(антитеза). Но вътрешното и външно право са само част от развитието на общата идея за духа в неговата действителност — световната история (синтез).
- Абсолютен дух – изкуство (теза), религия (антитеза), философия (синтез). Тук се постига абсолютната истина. Субективният дух и обективният дух се смятат за пътя, по който се изгражда Абсолютният дух.[3]